# Бенкендорф (Альтмарк)
Бенкендорф (нем. Benkendorf) — община в Германии, в земле Саксония-Анхальт.
Входит в состав района Зальцведель. Подчиняется управлению Зальцведель-Ланд. Население составляет 196 человек (на 31 декабря 2006 года). Занимает площадь 10,23 км².